# AutoC Park Randers
AutoC Park Randers (dawniej Randers Stadion, Essex Park Randers) – stadion piłkarski w Randers, w Danii. Został otwarty w 1961 roku. W latach 2005–2006 przeszedł gruntowną przebudowę według projektu C. F. Møller Architects. Może pomieścić 12 000 widzów, z czego 6 114 to miejsca siedzące. Swoje mecze na obiekcie rozgrywa drużyna Randers FC.